# Wilfried Schmied

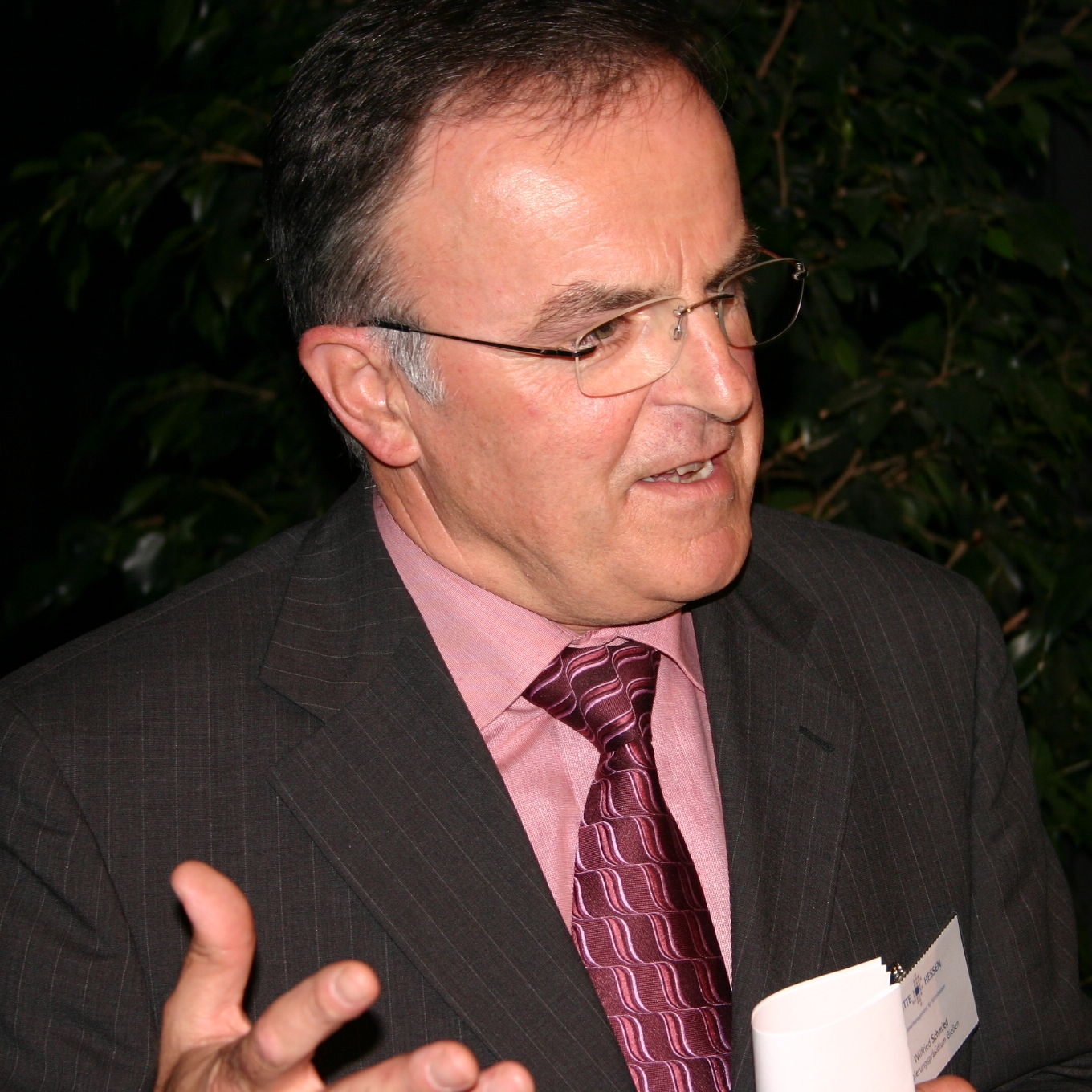
Wilfried Schmied (2005)

Wilfried Schmied (* 20. Juli 1943 in Grulich) ist ein Politiker der CDU sowie ehemaliger Regierungspräsident des Regierungsbezirkes Gießen.

## Leben und Beruf
Wilfried Schmied ist in Unterfranken aufgewachsen und studierte nach seiner Lehre zum Maschinenschlosser von 1963 bis 1966 Maschinenbau und Betriebstechnik mit dem Abschluss Diplom-Ingenieur an der Fachhochschule Gießen-Friedberg. Von 1969 bis 1983 war Schmied beim Gießener Architekturkeramik-Hersteller Gail-Inax AG als Werksleiter tätig; währenddessen war er ehrenamtlich für die CDU in der Kommunalpolitik tätig.

## Öffentliche Ämter
Mit seiner Wahl zum Bürgermeister der Stadt Hungen wechselte Schmied 1984 in die hauptamtliche Kommunalpolitik. 1989 wurde er in eine zweite Amtszeit wiedergewählt. Von 1993 bis 1999 war er Erster Kreisbeigeordneter des Landkreises Gießen und damit Stellvertreter des Landrates.
Am 10. Mai 1999 wurde Schmied vom Land Hessen zum Nachfolger von Hartmut Bäumer als Regierungspräsident des Regierungsbezirks Gießen ernannt, am 18. Mai 2009 wurde er in den beruflichen Ruhestand verabschiedet. Sein besonderes Interesse gilt dem „Zusammen Wachsen“ der Region, er gründete am 22. Januar 2003 mit weiteren Vertretern aus Wirtschaft, Wissenschaft und Politik den Regionalmanagement-Verein „MitteHessen e.V.“ (2013 umbenannt in „Mittelhessen e.V.“) und war bis zum 18. Mai 2011 dessen Vorstandsvorsitzender. Das Amt übergab er an seinen Nachfolger als Regierungspräsidenten Lars Witteck, die Mitglieder ernannten ihn zum Ehrenvorsitzenden.

## Ehrungen
Zusammen mit seinen ehemaligen Amtskollegen Gerold Dieke und Lutz Klein wurde Wilfried Schmied am 14. April 2010 von Ministerpräsident Roland Koch mit dem Hessischen Verdienstorden ausgezeichnet.